# Thiên Quan
Thiên Quan ((chữ Hán giản thể:偏关县), âm Hán Việt: Thiên Quan huyện) là một huyện thuộc địa cấp thị Hãn Châu, tỉnh Sơn Tây, Cộng hòa Nhân dân Trung Hoa. Huyện Thiên Quan có diện tích 1682 km², dân số năm 2003 là 110.000 người. Huyện Thiên Quan có 4 trấn và 11 hương.
- Trấn: Thành Quan, Lão Doanh, Thiên Phong, Vạn Gia Trại.
- Hương: Thủy Tuyền, Trần Gia Doanh, Lâu Câu, Nam Bảo Tử, Diêu Đầu, Mã Gia Niệm, Hoàng Long Trì, Giáo Nhi 墕, Thưởng Dục, Tào Gia Thôn, Đại Thạch Oa.